# Jardín Botánico de la Universidad del Sur de Florida

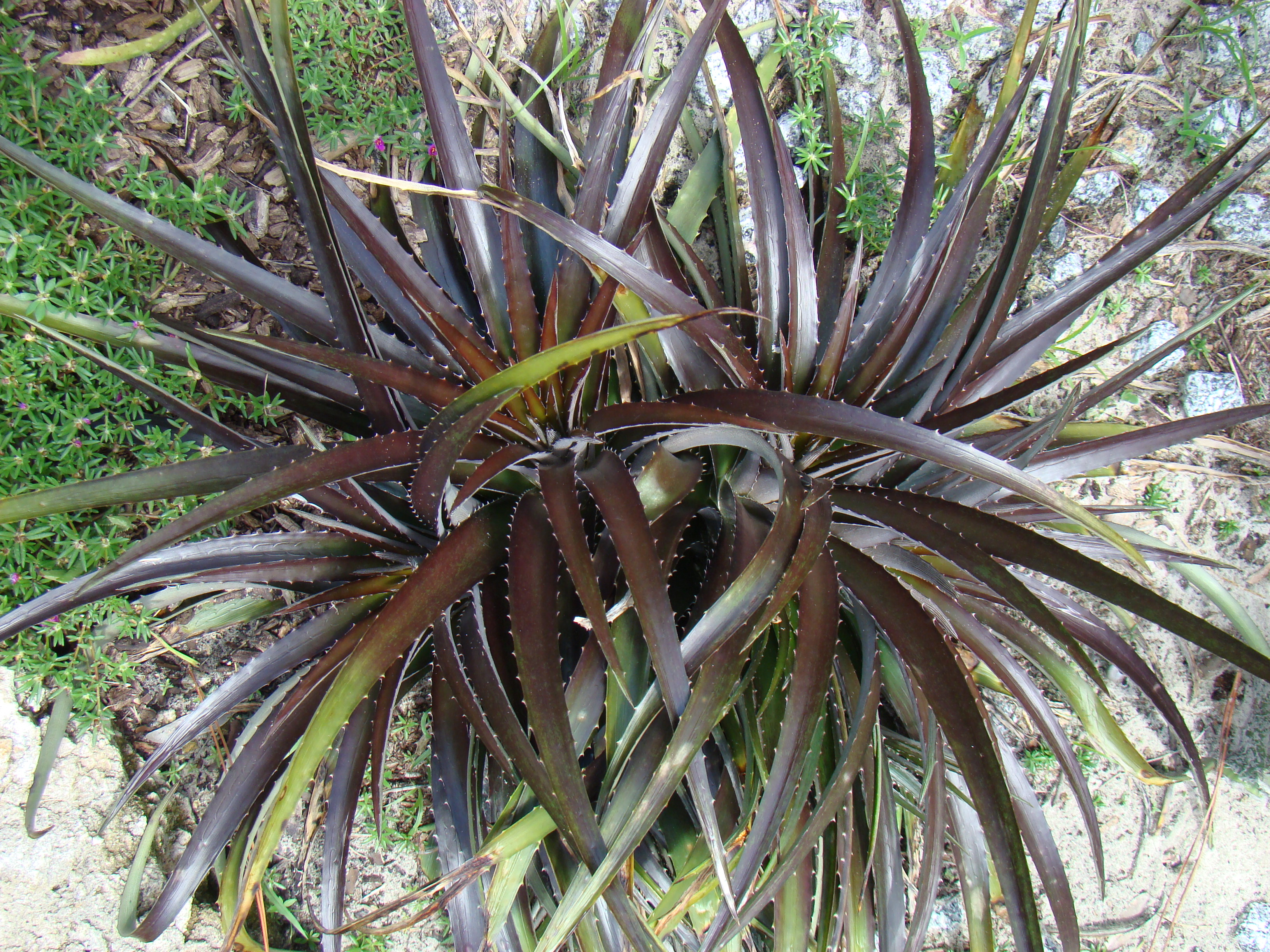
Dyckia color cereza, en el "University of South Florida Botanical Gardens".

El Jardín Botánico de la Universidad del Sur de Florida (en inglés: University of South Florida Botanical Gardens), es un jardín botánico y arboreto de 15 acres (6.1 hectáreas) de extensión, que está administrado por la Universidad del Sur de la Florida. Se ubica en Tampa, Florida, Estados Unidos. Su código de reconocimiento internacional como institución botánica, así como las siglas de su herbario es USF.

## Localización
El jardín botánico se ubica en
University of South Florida Botanical Gardens, University of South Florida, 4202 East Fowler Avenue, NES107 Tampa, 33620 Florida, United States of America-Estados Unidos de América.28°3′16.42″N 82°24′47.01″O / 28.0545611, -82.4130583
Se encuentran abiertos al público durante la semana, coincidiendo con el horario de trabajo y unas pocas horas durante los fines de semana.

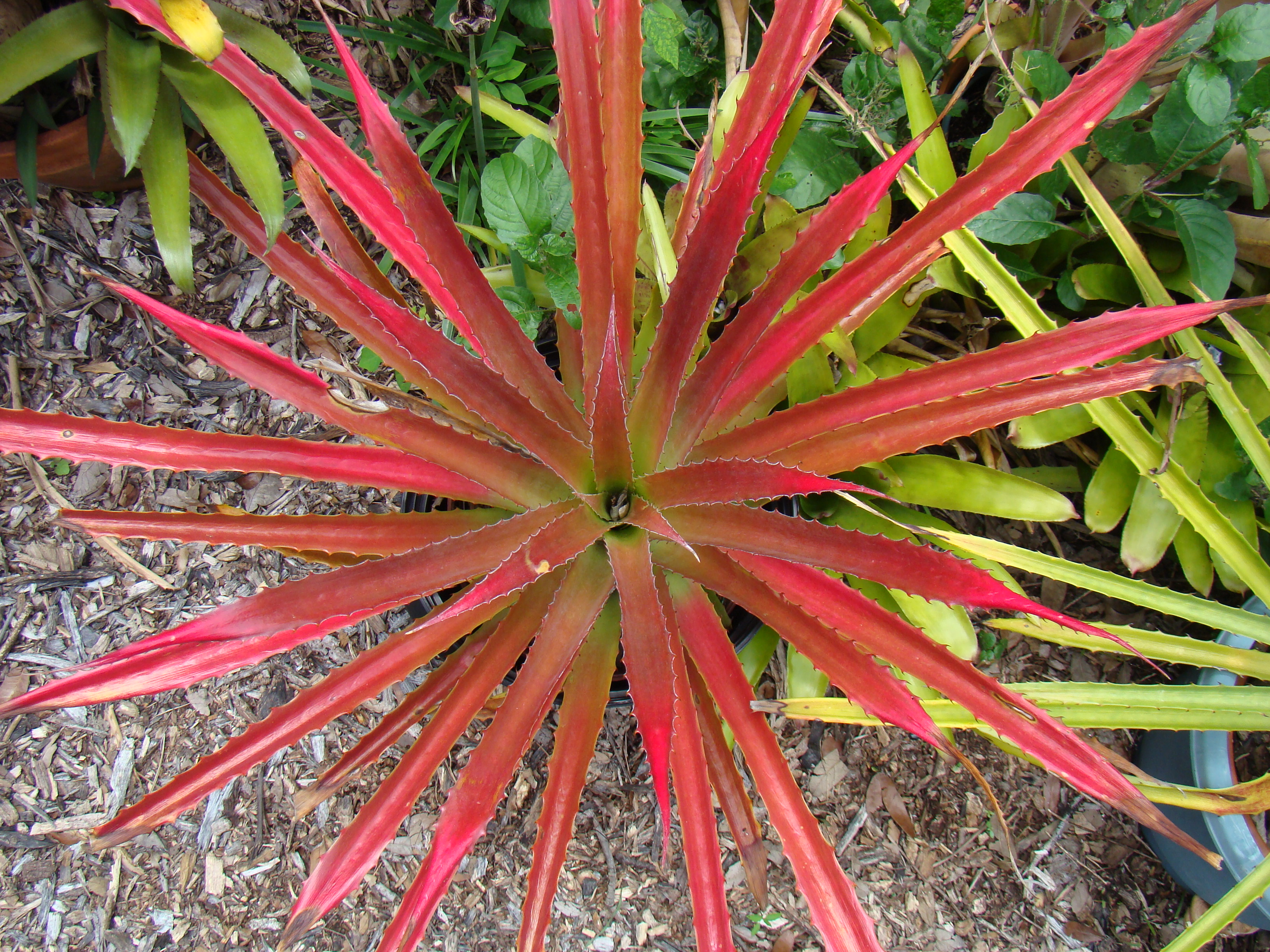
Dyckia de color rojo, en el "University of South Florida Botanical Gardens".

## Historia
El jardín botánico fue establecido en 1969, y a principios de la década de 1970 fueron plantados la mayoría de los árboles y arbustos de clima templado, subtropical y tropical que podemos observar actualmente.
A finales de los años 70 y en 1980, se crearon el jardín de las palmas, el bosque del humedal, y los arriates de los arbustos de los arenales.
Las nuevas estructuras y los jardines de exhibición fueron construidos en la década de 1990.

## Colecciones
Los jardines que se encuentran cuidados para la exhibición consisten en 7 acres (2.8 hectáreas) y se encuentran rodeados por 6 a 9 acres (2.4 a 3.6 hectáreas) de un cinturón verde de vegetación natural propia de la zona.

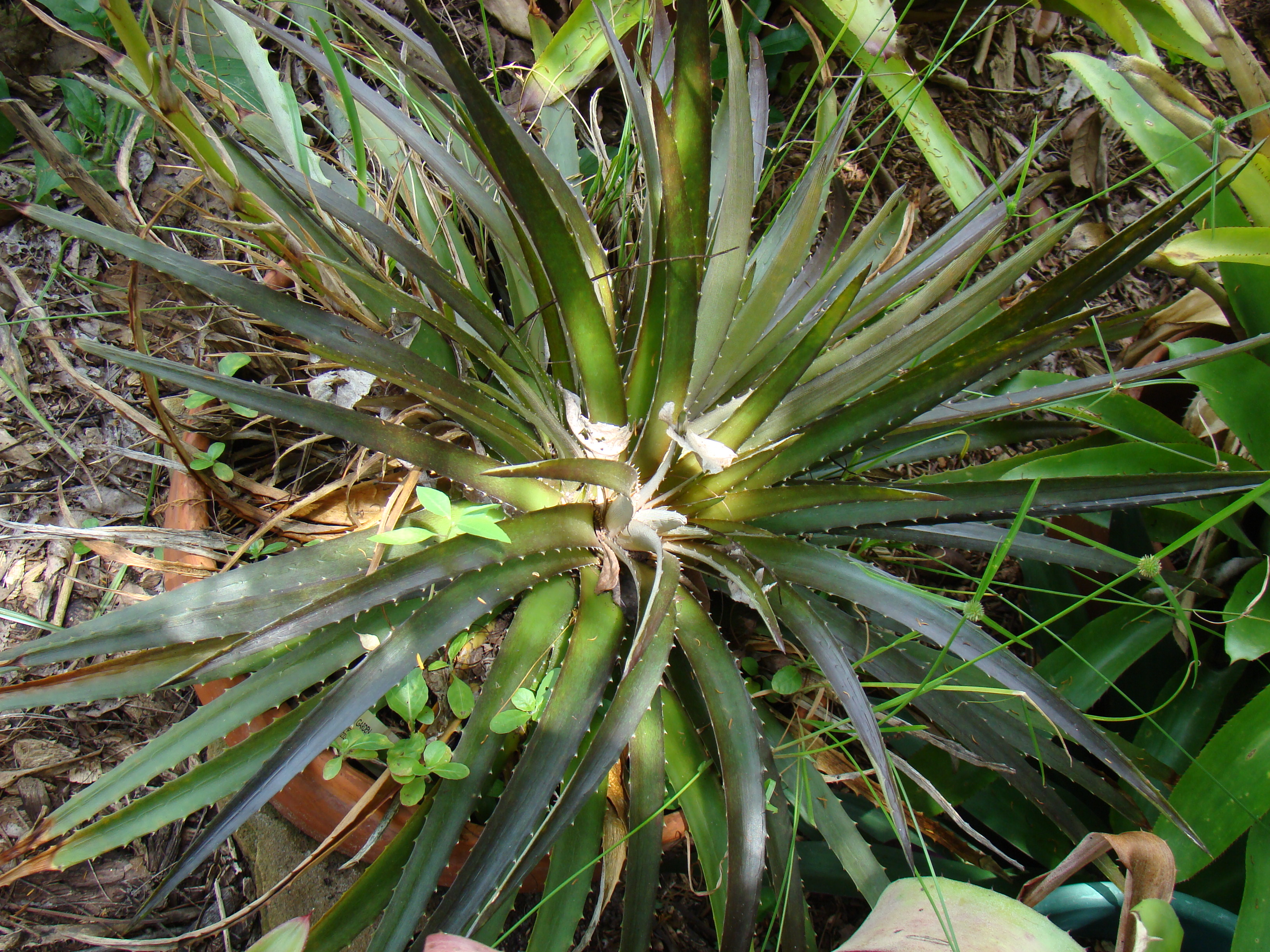
Dyckia de color verde, en el "University of South Florida Botanical Gardens".

En la actualidad (2010), el jardín botánico alberga más de 3,000 taxones de plantas que se muestran como,
- Árboles frutales
- Colección de hierbas.
- Colección de begonias.
- Colección de orquídeas.
- Colección de bromelias.
- Colección de palmas.
- Aráceas, y Jengibres
- Plantas carnívoras.
- Cycas
- Plantas suculentas y cactus.
- Jardín de hierbas de cocina y esencias.
- Bosque de humedal.
- Bosque de zona templada.
- Jardín de plantas subtropicales de sombra.
- Arbustos de zonas secas de Florida.
- Hábitat de arenal.